# Jakušovce
Jakušovce est un village de Slovaquie situé dans la région de Prešov.

## Histoire
Première mention écrite du village en 1454.

## Démographie

### Évolution de la population
| Année:               | 1994. | 2004.   | 2014.    | 2024.    |
| -------------------- | ----- | ------- | -------- | -------- |
| Nombre de personnes: | 52    | 53      | 46       | 29       |
| Différence:          |       | +1,92 % | -13,20 % | -36,95 % |

| Année:               | 2023. | 2024.    |
| -------------------- | ----- | -------- |
| Nombre de personnes: | 35    | 29       |
| Différence:          |       | -17,14 % |